# ファンタスト
ファンタストは日本の競走馬。おもな勝ち鞍は弥生賞・皐月賞。柴田政人が初めて中央競馬のクラシックを勝った馬である。
名繁殖牝馬ソーダストリームの孫にあたり、叔父叔母や近親にはミオソチス（オールカマー、東京盃など）、アローエクスプレス、サンシャインボーイなど、伊達秀和ゆかりの活躍馬がずらりと並ぶ。

## 戦績

### 3歳時
ファンタストは1977年6月札幌でデビュー。ダート戦だった新馬戦を7馬身差で逃げ切り勝ちした。
しかし、続く函館3歳ステークスでスタート直後に落馬して競走中止するとこれ以降しばらく勝てなくなり、京成杯3歳ステークス2着、朝日杯3歳ステークス4着と善戦するも勝てずにこの年を終えている。

### 4歳時

#### 皐月賞前
明けて1978年、ファンタストは京成杯から始動するも4着に終わった。
続く東京4歳ステークスでは逃げから差しへと脚質を転換してレースに挑んだ。このレースではサクラショウリに競り負けて2着と勝つことはできなかったが、この脚質転換が次の弥生賞で実を結ぶことになる。
続く弥生賞で久し振りの勝利を挙げると、ファンタストは叔父・アローエクスプレスが2着と惜敗したクラシック第1戦の皐月賞に挑むことになった。

#### 皐月賞
皐月賞でファンタストは3番人気に支持された。レースは、逃げるメジロイーグルをファンタストがマークする形で淡々と進んだ。直線でスパートしたファンタストは逃げ粘るメジロイーグルを一気に交わすと、外から迫ってきたインターグシケンを抑えて優勝した。デビュー戦からファンタストとコンビを組んでいた柴田政人は、これが初めてのクラシック制覇であった。

#### 皐月賞後
ファンタストは2冠を狙って日本ダービーに出走したが、距離が長すぎたのか、サクラショウリの10着と初めて掲示板を外した。そして、夏は北海道へ遠征して函館記念に出走したが、3着に終わった。

### 最期
函館記念出走から10日後の7月19日、ファンタストは滞在していた函館競馬場の厩舎で腸捻転を発症した。競馬場内の診療所で獣医たちが治療に当たったが、その甲斐もなくファンタストは悶絶しながら死亡した。
愛馬の最期を看取った柴田政人は「倒れる瞬間に、俺の方に顔を寄せて来たんだよ。きっと誰かに助けて貰いたかったんだな」と語っている。なお、ファンタストの遺体は青森県十和田市の北里大学獣医学部で解剖されている。
のちにオーナーの伊達秀和や調教師の高松三太の子である邦男が中心になって北海道門別町（現在の日高町）に作られた競走馬のトレーニング施設「ファンタストクラブ」の名によって彼の功績は後世に伝えられている。

## 血統表
| ファンタストの血統（レッドゴッド系 / Pharos・Fairway5・5×3・5=21.88%、Fair Trial4×4=12.50%、Hurry On5×5=6.25%、Buchan5×5=6.25%） | ファンタストの血統（レッドゴッド系 / Pharos・Fairway5・5×3・5=21.88%、Fair Trial4×4=12.50%、Hurry On5×5=6.25%、Buchan5×5=6.25%） | ファンタストの血統（レッドゴッド系 / Pharos・Fairway5・5×3・5=21.88%、Fair Trial4×4=12.50%、Hurry On5×5=6.25%、Buchan5×5=6.25%） | （血統表の出典）  | （血統表の出典） |
| 父 *イエローゴッド Yellow God 1967 栗毛                                                                                          | 父の父Red God 1954 栗毛 | Nasrullah | Nearco            | Nearco           |
| 父 *イエローゴッド Yellow God 1967 栗毛                                                                                          | 父の父Red God 1954 栗毛 | Nasrullah | Mumtaz Begum      |                  |
| 父 *イエローゴッド Yellow God 1967 栗毛                                                                                          | 父の父Red God 1954 栗毛 | Spring Run | Menow             | Menow            |
| 父 *イエローゴッド Yellow God 1967 栗毛                                                                                          | 父の父Red God 1954 栗毛 | Spring Run | Boola Brook       |                  |
| 父 *イエローゴッド Yellow God 1967 栗毛                                                                                          | 父の母Sally Deans 1947 栗毛 | Fun Fair | Fair Trial        | Fair Trial       |
| 父 *イエローゴッド Yellow God 1967 栗毛                                                                                          | 父の母Sally Deans 1947 栗毛 | Fun Fair | Humoresque        |                  |
| 父 *イエローゴッド Yellow God 1967 栗毛                                                                                          | 父の母Sally Deans 1947 栗毛 | Cora Deans | Coronach          | Coronach         |
| 父 *イエローゴッド Yellow God 1967 栗毛                                                                                          | 父の母Sally Deans 1947 栗毛 | Cora Deans | Jennie Deans      |                  |
| 母 フアラデイバ 1959 黒鹿毛 | 母の父*ハロウェー Harroway 1940 黒鹿毛                                                                                           | Fairway | Phalaris          | Phalaris         |
| 母 フアラデイバ 1959 黒鹿毛 | 母の父*ハロウェー Harroway 1940 黒鹿毛                                                                                           | Fairway | Scapa Flow        |                  |
| 母 フアラデイバ 1959 黒鹿毛 | 母の父*ハロウェー Harroway 1940 黒鹿毛                                                                                           | Rosy Legend | Dark Legend       | Dark Legend      |
| 母 フアラデイバ 1959 黒鹿毛 | 母の父*ハロウェー Harroway 1940 黒鹿毛                                                                                           | Rosy Legend | Rosy Cheeks       |                  |
| 母 フアラデイバ 1959 黒鹿毛 | 母の母*ソーダストリーム Soda Stream 1953 栃栗毛                                                                                  | Airborne | Precipitation     | Precipitation    |
| 母 フアラデイバ 1959 黒鹿毛 | 母の母*ソーダストリーム Soda Stream 1953 栃栗毛                                                                                  | Airborne | Bouquet           |                  |
| 母 フアラデイバ 1959 黒鹿毛 | 母の母*ソーダストリーム Soda Stream 1953 栃栗毛                                                                                  | Pangani | Fair Trial        | Fair Trial       |
| 母 フアラデイバ 1959 黒鹿毛 | 母の母*ソーダストリーム Soda Stream 1953 栃栗毛                                                                                  | Pangani | Clovelly F-No.3-e |                  |

母フアラデイバはソーダストリームが日本で交配して産んだ最初の仔であり、ファンタストはその母フアラデイバの最後の仔である。
甥にはランスロット（札幌記念、ステイヤーズステークス）、叔母モンナバンナの曾孫にはプリモディーネ（桜花賞）、同じく叔母アンドロメダの子孫にサペラヴィ（阪神ジャンプステークス）がいる。モンナバンナやアンドロメダ、ファストパレードといったフアラデイバの妹たちの牝系子孫は今もサンシャイン牧場に根付いているが、フアラデイバの子孫からは結局ファンタストしか活躍馬は出なかった。